# أنا الإلهي: رواية في الفصول الأولى
أنا الإلهي: رواية في الفصول الأولى هي رواية صدرت عام 2001 للكاتب الأمريكي ربيع علم الدين.